# ゲルハルト・ベルガー
ゲルハルト・ベルガー（Gerhard Berger、1959年8月27日 - ）は、オーストリア・チロル州ヴェルグル出身の元レーシングドライバー。英語読みの「ガーハード・バーガー」等の表記がなされることもある。愛称は「ガーディ」。身長185cm。

## 性格・特色
明るい性格で知られ、人望を集めレース界内外で多くの友人を持つ。F1界に友人が少ないことで知られていたアイルトン・セナとも、最大の親友とされる。
印象に残る状況での勝利が多いことから「記録よりも記憶に残るドライバー」の一人として名前が挙がる。かつては「Rの付く月にしか勝てない（5月から8月には勝てない）ドライバー」といった異名もあった。またF1ドライバーとしてキャリアは13年と比較的長く、グランプリには通算210戦出走した。これは彼が引退した1997年当時、リカルド・パトレーゼの256戦に次ぐ歴代2位の記録だった。
現役時代はプレイボーイとしても知られ、女性のファンも多かった。
チロル地方出身で、学生時代はオーストリアのアルペンスキー強化選手としても活躍。20代になってから始めたアイスホッケーも好んでいた。

## 略歴

### 初期の経歴
故郷のヴェルグル村にある実家は、父親が大理石を欧州各国に陸送する運送会社「ベルガー運送」（社員6人、トラック6台の小さな会社）を経営しており、父はベルガーにこの家業を継いでほしいと考えており、まだ学生だった頃から会社の経営を手伝うようになった。ヴェルグル村にモーターレーシングの環境は無かったが、村に2人だけ週末に趣味でヒルクライムやラリー競技をやっている人物がおり、その車を組み上げる作業を飽きることなく見物している少年だったベルガーは、この見物をしていた時がレースをやってみたいと思った最初だったという。
最初はカワサキのオートバイを自分でエンジンを乗せ換えたり、ヒルクライム用に改造して小さなレースイベントに出場したが、ベルガーのレース熱が高まっているのを知った友人から「俺のフォード・エスコートでレースに出てみれば?」と話を持ち掛けられ、試しに一度そのフォードを借りてサーキット・レースに出場してみることにしたのが1981年のことだった。両親には黙って300kmほど離れたウィーンまで出かけて行き、サーキット・ライセンスを取得。その翌日にエステルライヒリンクで出場した人生初のレースで優勝してしまう。車の持ち主である友人は驚き、「お前、レーサーになれ、プロになってカネを稼ぎな」と言われたのをきっかけに、ベルガーは父に「本気でレースをやりたい」と打ち明け、実家の仕事もこなすことを条件に許しを得て、地元エステルライヒリンクのフォーミュラ・フォード1600レースに出場。そのレースで「奇跡が起きた。地元では連戦連勝で有名だった男に勝っちゃったんだ（ベルガー談）」。その次にはホッケンハイムリンクまで遠征しF1ドイツGPの前座レースだったフォーミュラ・フォード2000に出場する話に飛びつき（結果は0周でクラッシュした）、シングルシーターでのレースに出る話がいくつか舞い込むようになる。

### フォーミュラ3
1982年にはマルティーニ・MK37シャシーでドイツF3選手権に出られることになり、年間ランキング3位を獲得する好調さだったがここで話が暗転。実家の事業拡大を望んだ父親がレース活動に猛反対するようになり、レースを辞めて家業に専念しろと言うようになっていた。膨大な量の業務を父から押し付けられて自分の時間が無くなり、ベルガーも「俺の夢の世界は終わり。今年（1982年）で終わったと思った」とレース活動継続を諦めてしまった。
「ベルガー運送」の事業拡張に没頭していた1982年の終わりころ、ヘルムート・マルコがベルガーを訪ねてきた。それまで直接の面識はなかった。マルコは1971年のル・マン24時間レースのウィナーであり、オーストリア国内の有望な若手レーサーの発掘、育成を手掛けていた。「君は来年（1983年）、ヨーロッパF3選手権に参戦するべきだ」と熱心にベルガーの一家を説得。マルコの推挙で1983年のヨーロッパF3選手権へのフル参戦が決まった。型遅れのシャシー（ラルト・RT3）ながら最高位2位を2回記録するなどランキング7位を獲得。多くのF3チームからオファーを受けるようになった。

### BMWの一員に
1983年11月のマカオGPでは、優勝したアイルトン・セナ、2位のロベルト・ゲレーロに次いで3位表彰台に立つ。この頃になるとマルコを通じて母国の大スターであるニキ・ラウダにも紹介され、BMWに対してもマルコがパイプ役となりヨーロッパツーリングカー選手権（ETC）に参戦するBMWのグループAプロジェクトの一員となった。1984年のF1デビュー後も、1985年までETCにも並行して参戦し続けBMW・635CSiをドライブ。1985年スパ・フランコルシャン24時間レースをロベルト・ラバーリア、マルク・スレールとのチームで優勝している。「BMWの秘蔵っ子」と呼ばれF1でもデビュー以後BMWと縁の深いチームへの在籍が続くことになる。

### F1

#### ATS時代
1984年

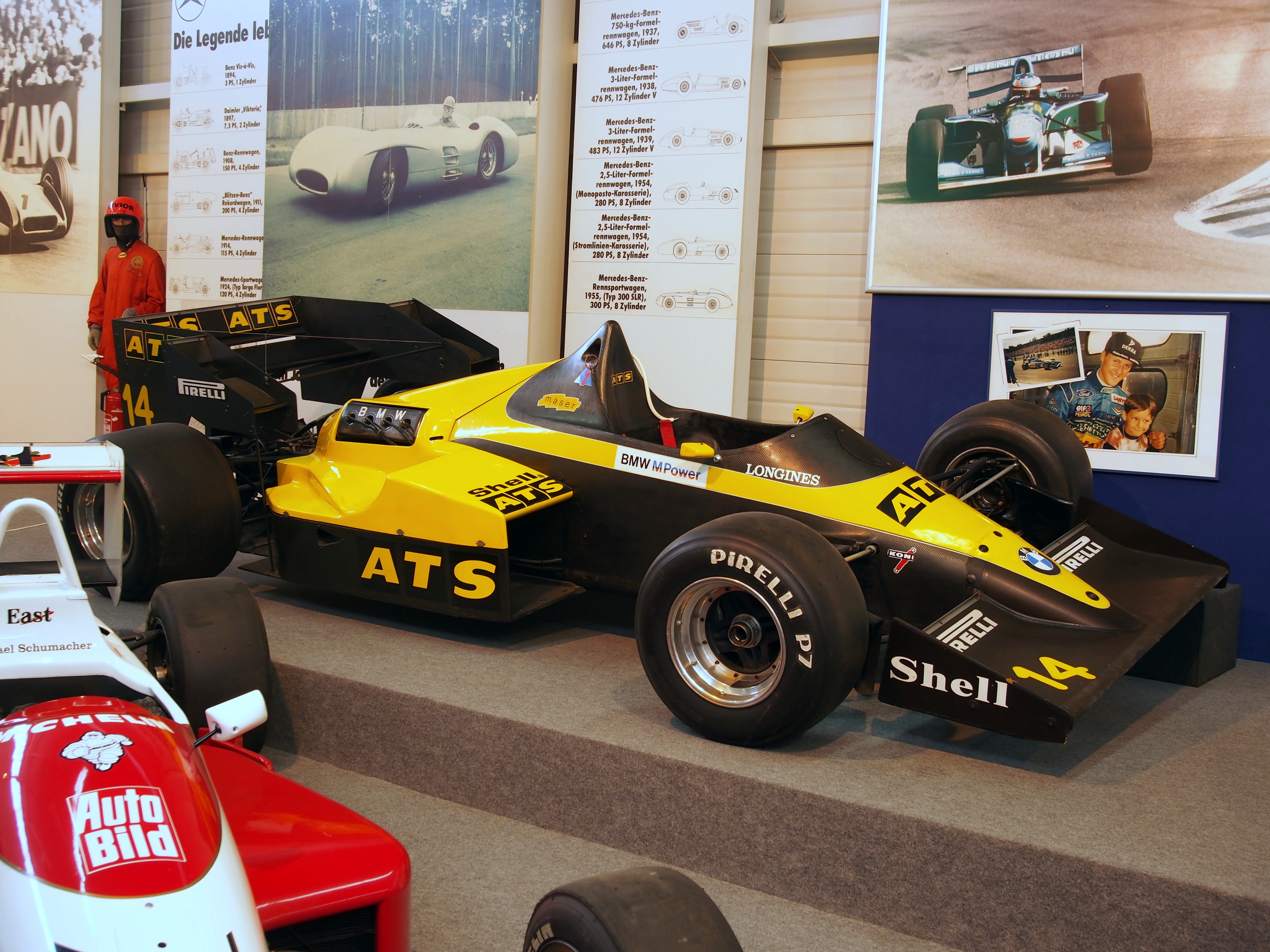
ATS・D7

シーズン終盤、母国の第12戦オーストリアGPにおいて、当時BMWエンジンを搭載していたATSからF1デビュー、予選20位から12位完走を果たす。自身2戦目の第14戦イタリアGPで6位初入賞を果たすが、ATSが元々マンフレッド・ヴィンケルホックのみの1カー体制としてこの年のエントリー登録をしていたため、チーム2台目での参戦となったベルガーはポイント対象外となった（6位完走の記録は残された）。

#### アロウズ時代
1985年

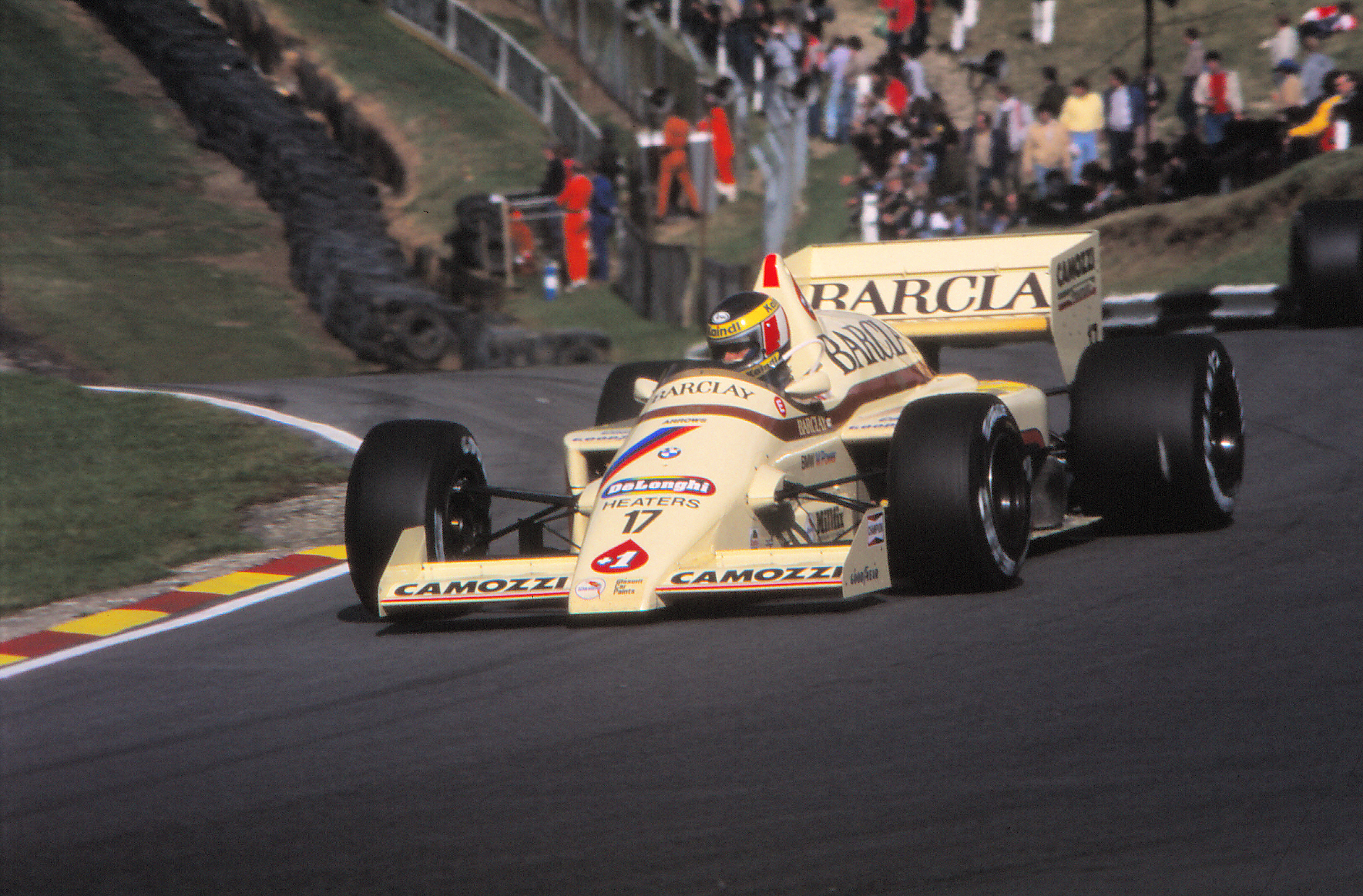
1985年ヨーロッパGPでのベルガー

前年のATS同様、BMWエンジンを積むアロウズに移籍。リタイヤ7回を記録するなど苦戦、後に本人はこの年のマシン『A8』を「F1でドライブした中で最低のマシン」と評しているが、アロウズのチーム環境については「ジャッキー・オリバーをはじめ、チーム首脳陣は速く走れとか優勝しろとか、そんなことは一切言ってこなかったし時間を与えてくれてとても助かった。F1の世界を当時の僕のような駆け出しが学習するには最高のチーム環境だった」と述べている。第15戦南アフリカGPで5位、最終戦オーストラリアGP6位と終盤に連続入賞を記録し、F1関係者の中で既に評価が高かったチームメイトのティエリー・ブーツェンと予選タイムで互角に戦ったことでベルガーの評価も「後半戦になり印象に残る結果を出し続けた」と高まった。3ポイントを獲得しドライバーズ・ランキングは20位。

#### 第1期ベネトン時代
1986年

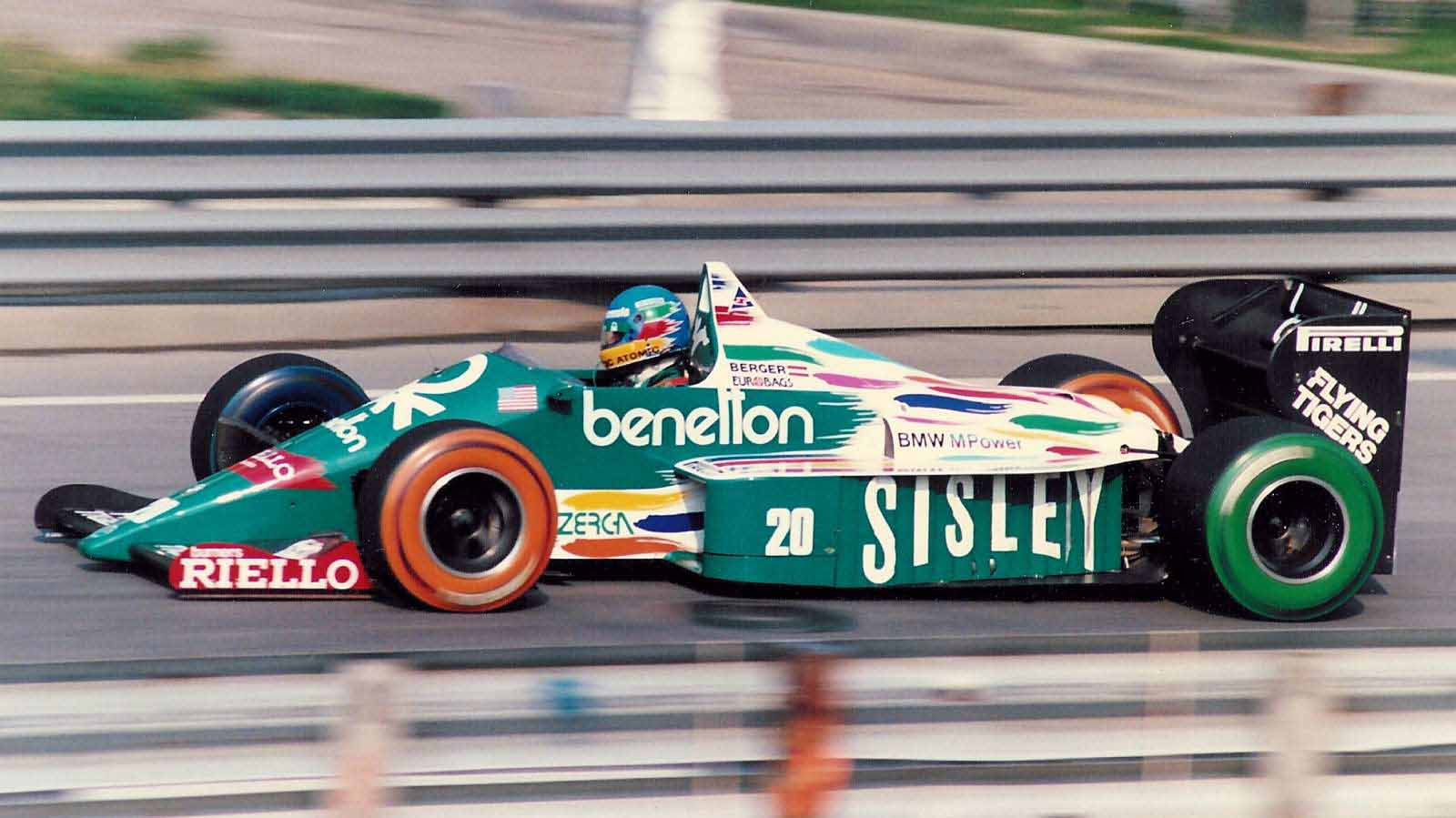
1986年デトロイトGPでのベルガー

過去2シーズンと同様、BMWエンジンのユーザーであるベネトンに移籍。チームは前年までトールマンとして参戦していた中堅チームをイタリアのファッションメイカーベネトンが買収、「ベネトン・フォーミュラ」としての初年度であった。ベルガーは開幕戦ブラジルGPからの連続入賞や、第3戦サンマリノGPで獲得した初表彰台、第5戦ベルギーGP予選でのフロントロー、計2度のファステストラップなどで存在をアピールした。第15戦メキシコGPでは、タイヤ無交換作戦が当たり、F1デビュー3年目（フル参戦2年目）にして初優勝を挙げた。これはベネトンチームにとっても初優勝であり、この年チャンピオン争いを繰り広げた4人（アラン・プロスト、ナイジェル・マンセル、ネルソン・ピケ、アイルトン・セナ）以外が挙げた唯一の勝利でもあった。ドライバーズランキングは7位と前年からさらに上昇した。
ベネトンのマネージャー、ピーター・コリンズから契約延長の話もあったが、ベルガーのもとにはケケ・ロズベルグが引退で去ったマクラーレンのロン・デニスからもオファーが来た。さらには同年未勝利に終わり不振ではあったが名門フェラーリからのオファーも届き、3枚の契約書を並べてどこに行くべきか悩む状況になった。ベルガーは先輩ニキ・ラウダに助言を求め、「サインを急がなくていい。ジョン・バーナードの行く先が決まってからにした方がいい、彼のいるチームに行くべきだ」との助言も考慮し、バーナードがマクラーレンを離れフェラーリ入りするのが決まった後、ベルガーもフェラーリ行きを決め契約した。決断のもう一つの要因として、「マクラーレンには何年か後でも乗れるんじゃないかと思えたけど、フェラーリは今行かないと二度とチャンスが来ないんじゃないかと思った」とも述べている。

#### 第1期フェラーリ時代
1987年
フェラーリに移籍、結果的にエンツォ・フェラーリの存命中にフェラーリに加入した最後のドライバーとなった。フェラーリ・F187は速さこそあったがシーズン中盤までは信頼性が低くマシントラブルが多かった。ベルガーの開幕から数戦はマシン側に常に2-3の問題を抱え、上手くいかなかった。この時期を回想して「チームメイトのミケーレはフェラーリで3年の経験があるから、うまく序盤からセッティングを出していた。一方のこちらはF187を乗りこなせるようになったと思えたのは8月の第9戦ハンガリーGPの予選アタックでフロントローを取れた時だった。結構時間が掛かったんだ。」と同年を回顧している。このハンガロリンクの決勝で、連続する中速コーナーをナイジェル・マンセルのウィリアムズ・FW11Bより速く走れていると確認できたことで、F187と自分には優勝できるポテンシャルがあると大いに自信を持ったとも述べている。
フェラーリの2台は共にトラブルによる多数のリタイヤを喫したが（計9回、全てマシントラブルによるものだった）、チャンピオン争いも経験しているアルボレートに伍して戦い、次第にフェラーリの新エースとして評価を高めていった。
第12戦ポルトガルGPで初PP（決勝は2位）。第15戦日本GPでは自身初のポールトゥーウィンを達成、低迷期を過ごしていたフェラーリチームに2年ぶりのF1勝利をもたらす。さらに続く最終戦オーストラリアGPもポールトゥーウィンで完勝し2連勝と最高の形でシーズンを終え、ドライバーズ・ランキングを前年より更に向上させ5位で終える。
1988年

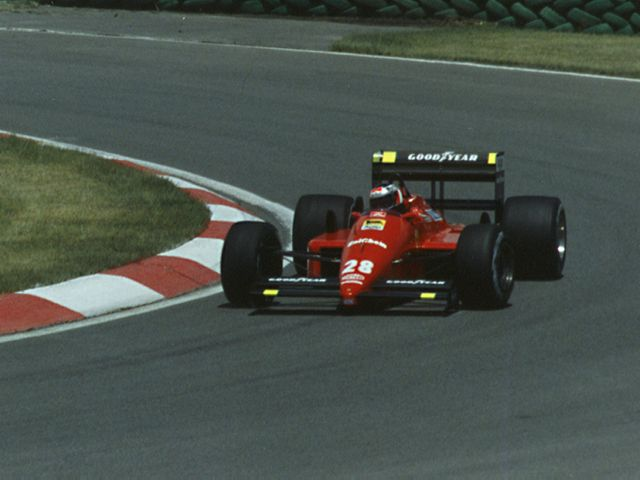
1988年カナダGP

フェラーリでの2年目、この年はマクラーレン・ホンダが圧倒的な強さを見せたシーズンとなったが、そんな中でも多くのGPにて、予選でマクラーレン勢の真後ろである3位グリッドをキープしており、また前年よりマシンの信頼性が大幅に向上したため、コンスタントに入賞した。第8戦イギリスGPでは、この年マクラーレン勢以外で唯一となるPPを獲得している。加えて、予選でアルボレートに全勝し、決勝でも先行を許してゴールしたのは第7戦フランスGPのみと完全にフェラーリのエースとなった。
エンツォ・フェラーリが死去して間もない第12戦イタリアGPでは、トップを快走していたアイルトン・セナが、残り2周で周回遅れのジャン＝ルイ・シュレッサー（このGPだけ病欠したナイジェル・マンセルの代役参戦）と接触しストップ。2位にいたベルガーが、フェラーリの地元GPにて最後の最後で繰り上がるかたちで「弔い合戦」を制した。2位にチームメイトのアルボレートが入り、イタリアでフェラーリの1-2フィニッシュとなったこと、同年マクラーレン・ホンダ以外が記録した唯一の勝利となったことなども重なり、「記憶に残る勝利」として後々まで挙げられる要因となった。
優勝以外でも4度の表彰台を記録するなど、ランキングではマクラーレンの二人に次ぐ自身最高のランキング3位に入った。
1989年
フェラーリでの3年目、ティレルに移籍したアルボレートに代わってウィリアムズからナイジェル・マンセルが加入。第2戦サンマリノGP決勝では、フロントウイングのトラブルに見舞われ、高速コーナーのタンブレロでコースアウト、そのままウォールに激突した。レース序盤でガソリンが多量に残っていたため、大破したマシンが炎上したが、コースマーシャルの迅速な消火・救出作業により、ベルガー本人は顔や手の火傷のみで済み、1レースの欠場を挟み第4戦メキシコGPには復帰した。この炎上事故が発生したことで、後に燃料タンクの搭載位置に関するレギュレーションが変更されることになった。なお、マシン設計者であるバーナードはこのクラッシュで大きな責任を感じたと語っており、「イモラでのベルガーのアクシデントは、すべての部品を軽くしようと心掛けて、あらゆる部品の軽量化をしたことが裏目に出た結果だった。もし彼がもっと重傷で選手生命を絶つようなことになっていたら、私は即座にレースの世界から引退した。とてもショックを受けた。」とその時の心境を吐露している。
参戦した15戦中12回のリタイヤだったが、完走した3戦ではすべて2位以上であり、第13戦ポルトガルGPでは自身F1での5勝目をマーク。ランキングは7位となった。サンマリノでの負傷・欠場以後はチーム内の体制（最良パーツはマンセルから使う、等）が開幕戦を含む2勝を挙げたマンセルに傾いていたが、その点に関して不満ではないかと問われると「彼の方が先に勝って、多くのポイントを取りランキング3位に居るんだから、チームが彼に力を入れるのは当然だ。ただ、俺のほうのパーツだけがレースを完走できる耐久性が無いのを知ってるならそれは先に言っておいてくれとは思ったね。レース翌日の月曜に自分の方だけ効果が未確認のエキゾーストが付いていたと知らされれば頭に来るよ（笑）。でもフェラーリに対して不満なんて無い」と述べた。
7月にアラン・プロストが同年限りでのマクラーレン離脱を発表すると、ロン・デニスが早々にベルガーに獲得オファーを出したことにより、翌年からのマクラーレン・ホンダへの移籍が決定した。ベルガーはフェラーリでの3年間で得た重要な経験は「ジョン・バーナードと一緒に仕事が出来た事と、エンジニアのジョルジョ・アスカネッリが非常に優秀で、2人から多くを学べたこと」と回答している。

#### マクラーレン時代
1990年
アラン・プロストと入れ替わる形でマクラーレン・ホンダに加入、アイルトン・セナのチームメイトとなった。移籍初戦の開幕戦アメリカGPでいきなりPPを獲得してみせたが、決勝ではペダルに足が挟まってクラッシュし早々と首位戦線から離脱。その後、データを取るために数周遅れになりながら復帰するが、最終的にリタイヤに終わった。第5戦カナダGPではスタートでフライング、タイム1分加算のペナルティを受け、チェッカーはトップで受けながら4位となった。その後もベルガーより10cm以上小柄なセナにあわせて作られたマシンに苦しみ続け（後述）、PP計2回・FL3回と速さは見せながら、5年ぶりにシーズン未勝利に終わる。
ただし2位2回・3位3回等、16戦中10回入賞とポイントは手堅く稼ぎ、ランキング4位に入った。
1991年

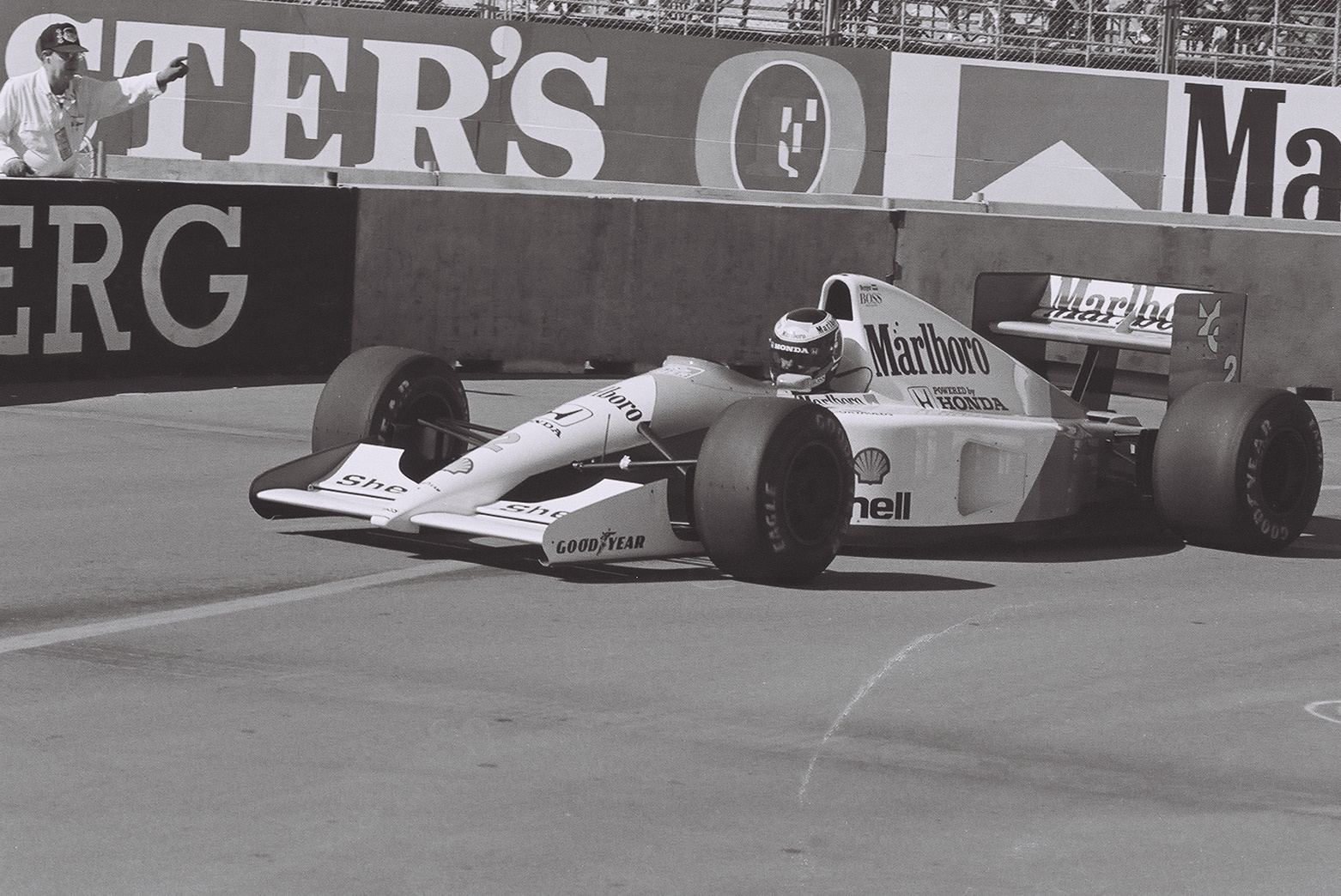
マクラーレン時代のベルガー（1991年アメリカGP）

マクラーレンに残留するが、この年から実戦投入したホンダV12エンジンのトラブルが、ベルガー車に偏って多発。リタイヤはセナの1回（2度の完走扱いを除いて）に対しベルガーは7回、そのうち6回がエンジントラブルだった。ベルガーのエンジンばかりが壊れたことに対しては、「エンジンがオーバーレブに弱かったのでは」という、「セナと比較すると、ベルガーはオーバーレブが多い」ということに注目した説がある。実際にホンダの河本道郎（V12エンジンプロジェクトマネージャー）と市田勝己（チーフエンジニア）がシーズン終了後の取材で「ベルガーには5ラップ、10ラップごとにオーバーレブに注意しろと無線で言っていたけど、ベルガーのシフトダウンの仕方でも壊れないエンジンがやっとできたのが鈴鹿だった」と述べている。またベルガーはセナに比べマシンのエンジニアリング面に対する関心が薄く、エンジニアからの説明をしっかり聞いていないことが多かったことも影響していたのではないかという意見もある。
しかし終盤に近付くにつれ調子を上げ、第13戦ポルトガルGP・第14戦スペインGPでは共にリタイヤとなったものの、予選では連続でセナを破っていた。第15戦日本GPでも、予選で1分34秒700のコース・レコードを叩き出し、スペインGPに続いてPPを獲得（このタイムは、最終シケインの改修でコース距離が短くなった2001年にミハエル・シューマッハによって破られるまで、10年あまり鈴鹿サーキットのコースレコードだった）。決勝では、終盤エキゾーストパイプが割れるトラブルが発生したがポールトゥーウィンを飾り、ようやくマクラーレン・ホンダ移籍後の初勝利を挙げる。ただし、これはレース序盤のマンセルのリタイヤによってワールドチャンピオンが決まっていたセナが、最終ラップの最終コーナーでスローダウンしトップの座を露骨に譲るという行為によるものであり、譲られたベルガーは不快感を示したとされ、後に「（セナの急激なペースダウンを見て）トラブルが発生したのかと思ったが、こちらに譲ろうとしていると分かっていたら、自分もアクセルを踏むのをやめていただろう」と語ったこともある。マクラーレンのドライバーの間では通例としてレース前に「序盤にトップに立った者が優勝を得る」という約束が取り交わされており、このレースで当初トップに立っていたベルガーをセナが抜いて一度突き放し、最後に再び前に出した経緯が、問題を複雑化させる結果となった。この年もランキングは前年と同じ4位となった。
1992年
前年より、既に純粋な速さにおいてマクラーレンはウィリアムズ・FW14の後塵を拝す場面が多かったが、この年はそれが決定的なものとなり、ベルガーはセナともども不本意なシーズンを送ることとなる。マクラーレン加入以降、2年連続で計2PPをマークしていたが、この年のベストグリッドは開幕戦南アフリカGPの3位と、フロントローに並ぶことが出来なかった。
しかし、第7戦カナダGPと最終戦オーストラリアGPで優勝し、1987年以来、5年ぶりのシーズン2勝を記録した。特に、オーストラリアGPでの優勝は、「第2期ホンダF1最後のレースでの優勝」として注目された。このレースでは、終盤に燃費と水温上昇の影響でペースを落とさざるを得ず、チェッカー時には2位のシューマッハがすぐ背後にまで迫っている状況での勝利だった。ランキングは前年から下がり5位だったが、獲得ポイント数では49ポイントを獲得し年間自己最高ポイントであった。

#### 第2期フェラーリ時代
1993年
低迷期にあえぐフェラーリに4年ぶりに復帰するが、不可解な場面で話題に挙がることの多いシーズンとなる。第2戦ブラジルGPで予選13位でありながらも好スタートを切るが、マイケル・アンドレッティと大クラッシュしてまい、0周リタイヤ、第6戦モナコGPでは、チームメイトのジャン・アレジを強引に追い抜き、その後デイモン・ヒルにも追い抜きを試みた結果、接触しリタイヤ。第13戦イタリアGP予選では、セッション終了後にもかかわらずアタックを続けアレジと絡みかけ、避けたもののスピンを起こし大クラッシュ。第14戦ポルトガルGPでは、アクティブサスペンションのトラブルから、ピットアウト直後に突然マシンのバランスを崩し、コースを横断するかたちでクラッシュしリタイヤ（この際、直線でフルスロットルだったデレック・ワーウィックを巻き込みかけている）。
第15戦日本GP予選で一時暫定PPに躍り出るなどの見せ場もあったが、シーズンを通してはアレジの後塵を拝すことが多く、総獲得ポイントは12ポイントに留まった（ランキング8位）。
1994年
第9戦ドイツGPで低迷していたフェラーリに4年ぶりの優勝をポールトゥーウィンでもたらし、再び人々の記憶に刻まれることとなる（フジテレビF1中継では、このGPの実況を担当していた塩原恒夫が、「2度フェラーリを復活させた男」と表現した）。ドイツGPを含め予選では2PP、決勝では表彰台6回（1勝・2位3回・3位2回）などを記録、自身3度目のドライバーズ・ランキング3位となった。
また、コース外での活動も注力した。第3戦サンマリノGPにて、予選2日目にローランド・ラッツェンバーガー、翌日の決勝日にセナが事故死したことを受け、2週間後の第4戦モナコGPにて、それまで有名無実化していたドライバーによる組合GPDA（グランプリ・ドライバーズ・アソシエーション）を復活させ、その重鎮として、安全面についてFIAとの間にドライバー側からも積極的に話し合いを持つことを提唱した。
直後のフリー走行にて、ラッツェンバーガー同様に同胞のカール・ヴェンドリンガーが、クラッシュにより一時意識不明の重体となる程の重傷を負い、その後も事故が相次ぐシーズンとなった。F1界は大きな衝撃を受け、ベルガー自身も精神的ショックから引退が噂されたが、その後も今後の道筋を説き実践した。
1995年

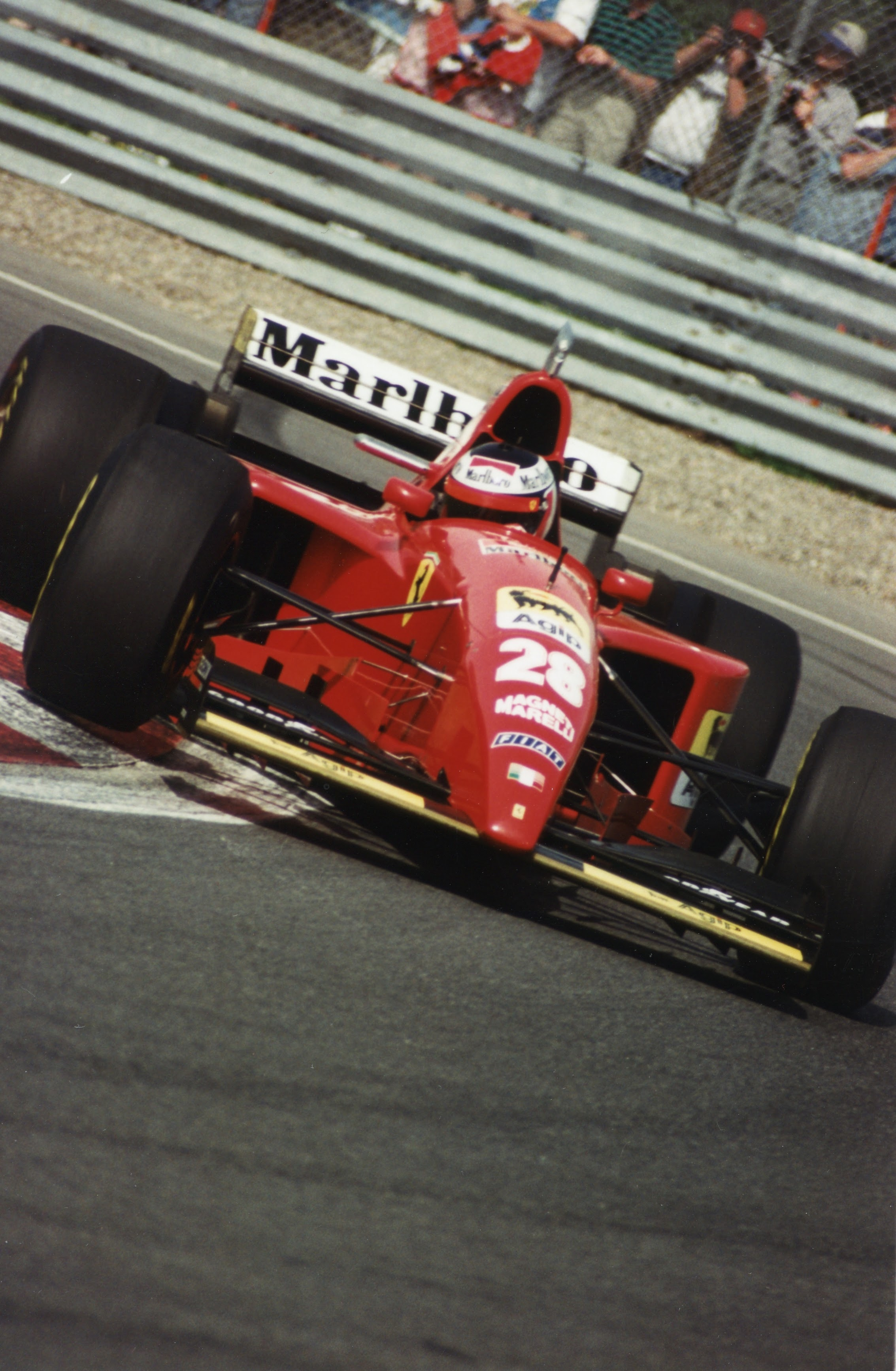
第2期フェラーリ時代のベルガー（1995年カナダGP）

開幕戦ブラジルGPにて一旦1位のシューマッハと2位のデビッド・クルサードが失格とされ、3位に入ったベルガーが優勝とされたが、その後取り消し。それでも第10戦ハンガリーGPまでは3位表彰台6回など7回の入賞と安定した成績を残し、第11戦ベルギーGPではこの年唯一のPPをマークした。第12戦イタリアGPでは、フェラーリ１-2体制の中、先頭アレジのオンボードカメラが外れ、ベルガーのサスペンションを直撃するという不可解なアクシデントが発生。さらにフェラーリが来年から使用するV10エンジンに力を注いでいたこともあり、エンジンの信頼性も下降し、結局この年は未勝利に終わった（ランキング6位）。
シーズン終了後、当時フェラーリでチームメイトだったアレジと2人一緒にベネトンに移籍。この時ベネトンからミハエル・シューマッハが入れ替わりでフェラーリに移籍したため「2対1の交換トレード」として話題になった。

#### 第2期ベネトン時代、引退
1996年
ベネトンへ10年ぶりに復帰した1996年は、「シューマッハ・スペシャル」と呼ばれるピーキーなシャシー特性に苦労し、シーズン序盤から調子が上がらなかった。そんな中第11戦ドイツGPは、この年ベストグリッドとなる予選2位からスタート、決勝でもスタートを決めて最終盤までレースをリードするが、残り3周というところでエンジンブローに見舞われ勝利を逃した（13位完走扱い。）同年はこのドイツGPが最大の見せ場であった（ランキング6位）。
1997年
ベネトンに残留しB197で戦う。第2戦ブラジルGPで2位に入るなど結果も残したが、多くのGPで予選2桁グリッドに沈んだ。更に慢性蓄膿症のため、第7戦カナダGPから3戦を欠場。この間に父親を飛行機の墜落事故で亡くすなどの不幸も重なり、引退がささやかれる中で復帰戦・第10戦ドイツGPに臨んだ。ここでベルガーは2年ぶりのPPを獲得、決勝でも若手ジャンカルロ・フィジケラの躍進もあったが、終わってみればFL・そして優勝と、PPも含め全てを独占する完勝劇を演じてみせ、結果的にこれが最後のF1優勝・表彰台となる。
また、1987年を最後に開催が途絶えていた地元オーストリアGPの開催に尽力、第14戦として10年ぶりの開催にこぎつけた。しかし、このレースでベネトンはマシンバランスに苦しみ、ベルガーも10位完走が精一杯であった。結局、同年のシーズン終了間際にF1からの引退を発表。この際、本人は「休養」と表現した。現役最後のレースとなった最終戦ヨーロッパGPは4位完走。ドライバーズ・ランキングは前年より上の5位であった。

## 引退後
1999年からBMWのF1参戦にモータースポーツディレクターとして関与し、エンジン供給先となったウィリアムズとの仲介役を務めた。2003年9月に家業である運送会社（ベルガー運送）の再建を手伝うためとして同職を辞任。
2006年2月、自身が所有する運送会社の株式50%をレッドブル社に譲渡し、合弁会社を設立。これにあわせ、F1チームのスクーデリア・トロ・ロッソの株式50%をレッドブル社との交換により取得し、共同オーナーとなる。それと同時に、レッドブル・レーシングも含め、レッドブルのF1活動全般についてのアドバイザーとして再びF1の世界に戻った。2008年11月25日にベルガーが所有するトロ・ロッソの株式をディートリヒ・マテシッツに売却することを発表した。
以後暫くの間モータースポーツ界から離れていたが、2011年12月に国際自動車連盟（FIA）・シングルシーター委員会の委員長に就任、モータースポーツ界に復帰した。シングルシーター委員長としては2013年にFIA-F4構想を公表するなど、いわゆるジュニア・フォーミュラに属するカテゴリの再編を狙う施策を打ち出した。2014年12月に委員長の職をステファノ・ドメニカリに譲り退任した。
2014年3月、スキー事故で上腕を骨折。この影響で、ドライビングには問題はないがペンを握るのも困難なほか、レーシンググローブをはめるのにも他人の手を借りる必要があるほど握力が低下した。
2017年3月21日、ドイツツーリングカー選手権（DTM）を運営するITR e.Vの代表へ就任。2019年にはDTMとSUPER GT（GT500クラス）の共通車両規定である「クラス1」規定を導入するなど、一時DTMのトップとして精力的な活動を見せたが、2020年以降DTM参戦を休止するメーカーが続出するなど運営は苦戦が続いた。結局、2022年シーズン終了後にDTMの運営並びにブランドなどをドイツ自動車連盟（ADAC）に売却し、代表の座から退いた。

## ドライビング
自らの速さには自信を持っており、1990年時点でのインタビューでは「速さという点ではセナとマンセルと自分の3人がトップ3だろう」と述べ、フェラーリで1年間組んだマンセルとの比較では「彼は俺より体力は優れていた。しかし他の点では全く遜色なかったと思ってる。」と発言している。
特徴として、高速コーナーでのスピード感覚が挙げられる。これはチームメイトとなったセナも認めた部分であり、実際に日本の鈴鹿サーキット、メキシコのロドリゲス・サーキット、イタリアのモンツァ、ドイツのホッケンハイムなどの高速コースで勝利を飾っている。また、鈴鹿サーキットの130Rを6速全開で通過できた唯一のドライバーとされ、1991年の鈴鹿予選で記録したポールタイムは2001年のコースレイアウト改修後にミハエル・シューマッハが更新するまで10年間にわたり鈴鹿サーキットのコースレコードであった。反面、低速での走行が求められるコースやコーナーを苦手にしており、1992年日本GP開幕直前に出演した番組では川井一仁からの「（鈴鹿で）不得意な所はありますか？」という問いに対し、「とにかく低速コーナーは嫌い」と即答し、「こういう所（シケイン）に来ると我慢出来なくなるんだよ、大の苦手だ」と発言している。この低速コーナー攻略のため1991年の一時期ひとつのタイトコーナーをいくつかに分けて考えて攻略を試みる「多角形コーナリング」にトライし、コーナーの多いハンガロリンクで予選初日セナを上まわり暫定ポールを記録したこともあったが、その効果は一時的で実証されるほどではなくシーズンを通してコンスタントに速さを発揮できるタイプではなかった。
ホンダのエンジニア河本道郎は「F1ドライバーにシフトダウンがヘタって言うのは失礼なんですが（ピケやセナと比べてしまうと）相対的にはヘタですね。ホンダはこれまでピケとセナというエンジンにやさしい運転をするドライバーを基準にしてエンジンを造ってきたので、その基準だとベルガーのシフトダウンのやり方に適応できるエンジンではなかった。ベルガーの運転はブレーキをギリギリまで遅らせて、シフトダウンをする時間が凄く短いので6→5→4と行くところを端折って、回転が落ちきる前に6→4と飛ばして落とすからバンバンとオーバーレブしてトランスミッションにも厳しい。コンストラクターズチャンピオンを獲るためにベルガーのこの乗り方でも絶対に壊れないエンジンにしようということで、やっと出来たのが1991年の日本グランプリだった」と証言している。
シーズン終盤戦のレースで好結果を出す傾向が強く、6月に開催だった1992年カナダGPで優勝するまでは、すべて9月以降開催されたグランプリでの優勝だった。特に1985年と1989年は獲得ポイントすべてが9月以降開催のレースで獲得したので、F1関係者から「秋男」と呼ばれたこともあった。
マシンセッティングの好みはコントローラブルなマシンを好むとされる。マクラーレン移籍後にベルガーのセットアップ手順を見た後藤治は、「フロントサスのセットは結構固めが好きですね。フロントを固くして路面に食いつかせる方向で、それだとステアリングが重くなるんですが腕力でなんとかするというマンセルに近い方向性と思います。同じマシンでもセナはステアリングを軽くしたい傾向なのでかなりセットは違います。」と証言している。1995年11月、翌年のベネトン移籍決定後の初テストにて「シューマッハ・スペシャル」とも呼ばれたベネトン・B195をドライブしたが、「敏感過ぎる、ナーバスなマシンだった。」とコメント。そのピーキーな操作性にベルガーは手を焼き、後継機のB196でも苦労をすることになった。
1987年、1988年のマニュアルミッション時代のフェラーリでは「クラッチレス走法」と呼ばれる走法でチームメイトのミケーレ・アルボレートを上回る成績を残した。
また、マクラーレン移籍時には身長185cmとF1ドライバーとしては長身の体がハンディとなった。身長174cmのセナに合わせて作られたコクピットはベルガーには狭すぎ、移籍初戦のアメリカGPでは2位走行中ペダルの間に足が挟まり単独クラッシュしている。
また、勝てる位置につけながらミスや不運で逸したレースが幾度かあり、1987年のポルトガルGPではトップ走行中に単独スピンし、プロストに当時のF1最多勝記録更新（28勝）を達成させることとなった（スピンの原因については、後方から接近する2位プロストのプレッシャーがブレーキングミスにつながったと自伝に記した）。1990年のカナダGPでは、マクラーレン移籍後初の快走を見せトップでチェッカーを受けたもののジャンプスタートが発覚・決勝タイムに1分加算されるペナルティを受け優勝を逃した。同年の日本GPでは、セナとプロストがスタート直後の第1コーナーで絡んで両者リタイアした後、次の周の1〜2コーナーでトップで進入したベルガーだったが単独スピンを喫しグラベルにストップしリタイヤ。ベルガーは、自らのミスを恥じピットに帰らずにホテルへ直帰したという。地元レースでピットに本田宗一郎も訪れていたホンダにとってはスタート後わずか2分で2台とも失いレースを終える最悪のレースとなった。1995年のイタリアGPでは、同僚アレジの背後に着けワン・ツー走行となっていたが、33周目に前方のアレジ車から脱落した車載カメラがベルガー車の左フロントサスアームを直撃し「あれが5cm横で頭に当たってたら俺は死んでた」と言い残しリタイアという出来事もあった。
チャンピオンを獲得したドライバーと遜色ないスピードを見せる場面も見られたが、単純なミスでレースを棒に振る事も少なくなかった。

## F1で優勝したレース
10勝全てが、ある条件における初勝利、最後の勝利、久しぶりの勝利または唯一の勝利に該当する。故にこれらは「記憶に残る勝利」と評される。
- 初優勝…1986年メキシコGP - 自身の初優勝が、ベネトンチームにとっての初優勝、さらには2001年にラルフ・シューマッハが記録するまでBMWエンジンにおける最後の優勝。
- 2勝目…1987年日本GP - 低迷していたフェラーリにとって、1985年ドイツGP以来となる2年ぶり・37戦ぶりの勝利。自身初のポールトゥーウィンでもある。
- 3勝目…1987年オーストラリアGP - 1981年モナコGP-スペインGP以来、6年ぶり・104戦ぶりとなるフェラーリの連勝であり、自身にとって唯一の連勝。同時に自身初のハットトリック、更に全周回1位で自身唯一となるグランドスラムも記録。
- 4勝目…1988年イタリアGP - エンツォ死去直後に地元での1-2フィニッシュ。またこの年マクラーレン勢以外での唯一の勝利。
- 5勝目…1989年ポルトガルGP - 参戦した15戦中12戦リタイヤというシーズンの中、完走した数少ないレースで挙げた勝利。
- 6勝目…1991年日本GP - 最終ラップの最終コーナーで、セナに露骨に譲られた形でのマクラーレン移籍後初勝利。
- 7勝目…1992年カナダGP - チームメイトのセナや当時、コンストラクターズポイントランキング独走中のウィリアムズ勢がリタイヤする中、着実なレース運びで2年前のリベンジを果たす。自身初めて9月以降の開催でないレースで勝利し、また、マクラーレン移籍後自力で得た初の勝利でもある。
- 8勝目…1992年オーストラリアGP - ホンダの2期活動における最後のレースで優勝。2006年にジェンソン・バトンが勝利するまで、ホンダエンジン最後の優勝であった。
- 9勝目…1994年ドイツGP - 低迷を続けていたフェラーリにとって、1990年スペインGP以来となる4年ぶり・59戦ぶりの勝利。自身2度目のフェラーリ復活の勝利。
- 10勝目（最終優勝）…1997年ドイツGP - 3戦欠場後、復帰レースでの完全勝利。自身最後の勝利が、ベネトンチームにとっても最後の優勝。さらにポールポジション、ファステストラップも記録し、最後の優勝はハットトリックで占めた結果となった。

## 主なエピソード
いくつかのエピソードは、川井一仁著『F1ワハハ読本』1〜3（ソニー・マガジンズ）に、漫画として掲載されている。
- F1の組織化・商業化が進み、ドライバーの没個性が嘆かれる時代に、かつての大らかなレーサー気質を受け継いだ存在として、その悪ガキぶりはチームやメディア関係者に愛され大目に見られていた[20]。
- F3に乗っていた時期に1982年サンマリノGPをいち観客としてトサ・コーナーで観戦している。このレースではディディエ・ピローニとジル・ヴィルヌーブによる1位・2位争いとチームオーダーが話題に上るが、ベルガーが最もクレイジーだと思ったのはティレル・011で3位を走っていたミケーレ・アルボレートのトサコーナーへのコーナリング進入だったという。5年後にフェラーリでそのアルボレートとコンビを組むと決まった際には「その時の自分に、お前はこのクレイジーなミケーレとコンビを組むぞと教えても全く信じないね（笑）」と語っている[2]。
- 1985年、ツーリングカーのBMWチームで同僚だったロベルト・ラヴァーリアとレンタカーに同乗中、ラヴァーリアが運転中の車のキーを突如引き抜く。二人が乗る車は道路脇の土手にぶつかるまで止まらなかった。
- 1986年のベネトン在籍時のこと、185cmの長身があだとなりレース中に肘や膝をコックピット内壁に強打することが多かったベルガーを見かねたチームスタッフは、ベルガーにニーパッドとエルボパッドを付けさせてレースに出走させていた。
- 1987年、初めて訪れた鈴鹿で「日本では観客がみんなホンダを応援するものだと思ってたんだ。コースに出たらスタンドにフェラーリの僕のことを応援してくれている旗がたくさんあってとてもうれしかったし、素敵な国だと思う。でも、刺身はダメだった。」とアンケート回答の「最も嫌いな食べ物」に刺身と書いている[1]。
- 1988年、ピットに現れ飾られていたネルソン・ピケ、ピーター・ウォーのイラストに落書きをして去っていった。
- 1989年、炎上事故により入院するハメになったが、病室を訪れた取材陣の前でマクラーレンのステアリングを握りながら大あくびをするパフォーマンスを披露する。
- レッドブルが同社史上初めてサポートしたスポーツアスリートがベルガ―である。レッドブルは同国人であるオーストリアの起業家ディートリッヒ・マテシッツが創設した事もあり、1989年よりレッドブル・スポンサードアスリートとなった[20]。
- 1990年第3戦サンマリノGPにて首位を走行中、ヴィルヌーヴ・コーナー手前でフェラーリのマンセルに抜かれそうになったとき、突然幅寄せをしてマンセルをコースから追い出す。マンセルはとっさに360度スピンを成功させレースを再開、ベルガーを猛追するが3周後にエンジントラブルでリタイア。この一件でマンセルは「これほど頭にきたことは一生の中で一度だってない」と激怒した。マンセルのとっさの回避により大事には至らなかったものの、ベルガーの行為は相当に危険であった。
- 1995年第13戦ポルトガルGPで核実験を強行するフランス政府に対する抗議の意をこめて、戦争廃絶を訴えるデザインが施された特製ヘルメットを被ってレースに出走した（後頭部に「NO WAR IN THE WORLD」と刻まれヘルメット全体に世界中の国旗がデザインされていた）[21][22]。

セナ、マクラーレン関係
- 1990年マクラーレンに移籍した際、ベルガーの悪戯好きを知るマクラーレンのスタッフが「セナは特に嫌がるから、あいつにだけはイタズラはするな」と釘を刺した。にもかかわらずメキシコGP開催中、ホテルのセナの部屋の各所に腐った魚とチーズを隠しておいた。
- モンツァ上空でヘリからセナのアタッシュケースを投げ捨てたエピソードは有名である。なおケースは地上のセキュリティによって回収されており、ヘリの着陸後すぐに「完全に壊れた状態で」セナの元へ届けられている[23][注釈 8]。
- 1991年にメキシコグランプリ後の休暇中、ロン・デニスとその夫人、セナとフロリダ州のワニ園を見学中、ワニが見える橋の上からデニスを沼に突き落とし、「助けてくれ！」と叫びながら這い上がろうとするデニスをセナと共謀して足蹴にしつつ、助けることと引き換えに翌年の年俸アップを要求した（実際には落とした場所はワニがいないはずの場所だと二人は知っていた）。
- 1992年南アフリカGP後、セナのパスポートの顔写真の部分をこっそり女性のヌード写真にすり替えておいた。セナは空港でチェックされるまで気付かず、空港で数時間立ち往生する羽目になった。その報復として、セナ（とロン・デニスの共謀）によって財布に穴を開けられ、ボルト締めされた状態でホテルのフロントに「お届け物」として放置される。この財布、紙幣やクレジットカードが入ったままドリルでど真ん中を開けられ、デニスのサインがしてあった。
- 1992年サンマリノGP開催中、ほぼ同時期にインディ500に参戦したネルソン・ピケが事故で大怪我をしたと言うニュースが届き、ESPNのテレビカメラを通じて各ドライバーが見舞いや治療の励ましのコメントを送っていた。そしてベルガーの番になった際、真顔で「ネルソン、その体ではさぞかし大変だと思います。私が責任を持って面倒を見ますので、あなたのガールフレンド全員の連絡先を教えて下さい」と語り、周囲は大爆笑に包まれた。
- 1992年頃にはホテルのセナが泊まっている部屋を鍵穴を使って消火器で泡だらけにしたこともある。
- 1992年のポルトガルGPで、最終コーナーの立ち上がりでリカルド・パトレーゼが直後を走行していたのにもかかわらず、ピットインのため合図もなくスローダウンする。パトレーゼの車はベルガーのリアタイヤに接触し空を舞いクラッシュしたが、身体的には間一髪無傷ですんだ。ベルガーの後方を全く確認しない減速にパトレーゼは憤慨しマスコミにも不満を公言していたが、ベルガーはそんなパトレーゼに後日「今度ピットに入るときは君に電話して確認するから」と言った。
- 1992年、鈴鹿でロードカーマクラーレンF1 GTRの発表会が行われた際、ロン・デニスが運転する同車に同乗。ところが車は1周目の1コーナーで飛び出し、サンドトラップで止まってしまう。うなだれるデニスを、自分がリタイアした時にいつも言われる言葉、「次があるじゃないか」と言って皮肉る（一説では、マシンが止まった原因はベルガーがパーキングブレーキを引く悪戯をしたためとも言われている）。その後ジャーナリスト達がこの件のコメントを取りに来たところ、「ロンのアクセルワークには驚いたよ。ゾウが踏んでるのかと思った」とコメント。
- 1993年オーストラリアグランプリ、前戦日本GPで起きたエディ・アーバインとの事件をネタにセナの車の上にボクシングのグローブを置く悪戯をした。
- 1994年、セナの葬儀の際には、参列したF1ドライバーたちが出棺時に棺を持ったが、その棺の付添人の順番を配慮し心を砕いている[24]。

90年代後半
- 1995年、フェラーリのニューマシン、412T2発表会場（屋外）のそばでアレジと乗用車でスラローム走行を楽しんでいたが、アレジが運転中突如パーキングブレーキを引いたため車が横転。屋根を下にして滑走し、あわやニューマシンにぶつかる寸前で停まった。ちなみに乗っていたのはジャン・トッドの車であった。
- 1996年、予選の結果が悪かったところにテレビ局からインタビューされ「（順位が下位ですが）この後どうされるつもりですか?」と質問されたベルガーは「ホテルに帰ってオナニーかセックスして寝るだけだよ!」と答えてそのVTRを放送不能にした。
- カメラマンのキース・サットンがプライベイトでのスポーツについてベルガーに取材した際に「僕が本当に満足するのは四輪か氷か雪の上でするスポーツだ。少なくとも服を着たままでするスポーツの中では」と答えた[1]。
- 1997年鈴鹿、自らの引退会見の数日前、ベルガーの来季の去就を巡ってパドックではさまざまな憶測が乱れ飛んでいた。フェラーリのアーバインはアレジに呼び止められ、「エディ、大変だ。すぐにピットへ帰れ」と言われ、アーバインが急いでフェラーリのピットへ帰った。すると、そこにはフェラーリのレーシング・スーツを着て報道陣に囲まれ、シューマッハと談笑しているベルガーの姿があった。これはもちろんベルガーの発案によるジョークであった。
- 1997年最終戦で引退レースであるヨーロッパGP、最後だから、と決勝日のドライバーズパレードのトラックの運転手を引き受け、荷台の上のドライバーたちが笑顔でスタンドの観衆にむかって愛嬌を振りまいているところ、突然急ブレーキをかけた[25]。現役時代最後の悪戯だった。
- フジテレビの中継でピットレポートを担当していた川井一仁とは、個人的な交流も深かった。その川井から番組のアシスタントとなった有賀さつきを紹介された際、「でかした、カズ」と言うや否や、初対面である有賀をいきなり口説き始めた。それ以外にも1991年のあるグランプリで深夜、同番組の中継スタッフが打ち合わせがてらの飲み会をしているホテルの部屋に突如ベランダ伝いに侵入してきたベルガーは、「リサ（当時、番組のアシスタントをしていた平子理彩）の部屋はどこ?」と尋ね、スタッフが部屋番号を教えると、またベランダ伝いにその部屋の方向へと消えていった。
- 引退から約20年後、2019年に開催されたオーストリアGP決勝では大会プレゼンターとして参加、表彰式で2位のシャルル・ルクレール（フェラーリ）にトロフィーを授与した後に、優勝したマックス・フェルスタッペン（レッドブル・ホンダ）と握手を交わし、白熱の大接戦を行った両選手の健闘を称えた。そのままプレゼンターの立ち位置に戻ると思いきやベルガーは突然踵を返し、優勝チーム代表として登壇していた田辺豊治と抱擁を交わした[注釈 9]。かつてマクラーレン・ホンダでの3年間を担当エンジニアとして共に歩んだ田辺との時を経ても変わらぬ友情と、ベルガーの粋なパフォーマンスに会場からは大喝采が沸き起こった。

また、このレースでホンダは2006年ハンガリーGP以来、13年ぶりの優勝となったが、今回と同様の晴天（ドライ）レースではベルガーが優勝した1992年オーストラリアGP以来、実に27年ぶりの優勝となった。

## レース成績

### ドイツ・フォーミュラ3選手権
| 年     | チーム                           | エンジン       | 1      | 2     | 3     | 4     | 5     | 6       | 7      | 8     | 9     | 10    | 順位 | ポイント |
| ------ | -------------------------------- | -------------- | ------ | ----- | ----- | ----- | ----- | ------- | ------ | ----- | ----- | ----- | ---- | -------- |
| 1982年 | ジョセフ・カウフマン・レーシング | アルファロメオ | NÜR 16 | HOC 6 | SAL 4 | WUN 3 | ERD 5 | NÜR Ret | DIE 10 | ZOL 3 | NÜR 4 | KAS 9 | 3位  | 83       |

- 太字はポールポジション、斜字はファステストラップ。(key)

### ヨーロッパ・フォーミュラ3選手権
| 年     | チーム                         | シャシー         | エンジン       | 1     | 2      | 3     | 4     | 5     | 6      | 7      | 8       | 9       | 10     | 11    | 12      | 13      | 14    | 15    | 16  | 順位 | ポイント |
| ------ | ------------------------------ | ---------------- | -------------- | ----- | ------ | ----- | ----- | ----- | ------ | ------ | ------- | ------- | ------ | ----- | ------- | ------- | ----- | ----- | --- | ---- | -------- |
| 1982年 | ヨセフ・カウフマン・レーシング | マルティニ・MK37 | アルファロメオ | MUG   | NÜR 16 | DON   | ZOL   | MAG   | ÖST 12 | ZAN    | SIL     | MNZ DNQ | PER    | LAC   | KNU     | NOG     | JAR   | KAS 9 |     | NC   | 0        |
| 1983年 | Rotorchromeレーシング・チロル  | ラルト・RT3      | アルファロメオ | VLL   | NÜR C  | ZOL 3 | MAG 6 | ÖST 2 | LAC    | SIL 13 | MNZ Ret | MIS 7   | ZAN 11 | KNU 2 | NOG Ret | JAR Ret | IMO 6 | DON   | CET | 7位  | 18       |
| 1984年 | トリヴェラート・レーシング     | ラルト・RT3      | アルファロメオ | DON 4 | ZOL 4  | MAG 7 | LAC 3 | ÖST 1 | SIL 4  | NÜR 3  | MNZ 1   | PER 3   | MUG 2  | KNU   | NOG 3   | JAR     |       |       |     | 3位  | 49       |

- 太字はポールポジション、斜字はファステストラップ。(key)

### マカオグランプリ
| 年     | チーム                   | シャーシー/エンジン        | 予選 | レース1 | レース2 | 総合順位 |
| ------ | ------------------------ | -------------------------- | ---- | ------- | ------- | -------- |
| 1983年 | トリベラート・レーシング | ラルト・RT3 アルファロメオ | 5位  | 3       | 3       | 3位      |

### F1
| 年     | チーム       | シャーシ  | エンジン             | タイヤ | 1       | 2       | 3       | 4       | 5       | 6       | 7       | 8       | 9       | 10      | 11      | 12      | 13      | 14      | 15      | 16      | 17      | WDC       | ポイント |
| ------ | ------------ | --------- | -------------------- | ------ | ------- | ------- | ------- | ------- | ------- | ------- | ------- | ------- | ------- | ------- | ------- | ------- | ------- | ------- | ------- | ------- | ------- | --------- | -------- |
| 1984年 | ATS          | D7        | BMW M12/13           | P      | BRA     | RSA     | BEL     | SMR     | FRA     | MON     | CAN     | DET     | DAL     | GBR     | GER     | AUT 12  | NED     | ITA 6†  | EUR Ret | POR 13  |         | NC (22位) | 0        |
| 1985年 | アロウズ     | A8        | BMW M12/13           | G      | BRA Ret | POR Ret | SMR Ret | MON Ret | CAN 13  | DET 11  | FRA Ret | GBR 8   | GER 7   | AUT Ret | NED 9   | ITA Ret | BEL 7   | EUR 10  | RSA 5   | AUS 6   |         | 20位      | 3        |
| 1986年 | ベネトン     | B186      | BMW M12/13           | P      | BRA 6   | ESP 6   | SMR 3   | MON Ret | BEL 10  | CAN Ret | DET Ret | FRA Ret | GBR Ret | GER 10  | HUN Ret | AUT 7   | ITA 5   | POR Ret | MEX 1   | AUS Ret |         | 7位       | 17       |
| 1987年 | フェラーリ   | F1/87     | フェラーリ Tipo033   | G      | BRA 4   | SMR Ret | BEL Ret | MON 4   | DET 4   | FRA Ret | GBR Ret | GER Ret | HUN Ret | AUT Ret | ITA 4   | POR 2   | ESP Ret | MEX Ret | JPN 1   | AUS 1   |         | 5位       | 36       |
| 1988年 | フェラーリ   | F1/87-88C | フェラーリ Tipo033A  | G      | BRA 2   | SMR 5   | MON 2   | MEX 3   | CAN Ret | DET Ret | FRA 4   | GBR 9   | GER 3   | HUN 4   | BEL Ret | ITA 1   | POR Ret | ESP 6   | JPN 4   | AUS Ret |         | 3位       | 41       |
| 1989年 | フェラーリ   | 640       | フェラーリ Tipo035/5 | G      | BRA Ret | SMR Ret | MON     | MEX Ret | USA Ret | CAN Ret | FRA Ret | GBR Ret | GER Ret | HUN Ret | BEL Ret | ITA 2   | POR 1   | ESP 2   | JPN Ret | AUS Ret |         | 7位       | 21       |
| 1990年 | マクラーレン | MP4/5B    | ホンダ RA100E        | G      | USA Ret | BRA 2   | SMR 2   | MON 3   | CAN 4   | MEX 3   | FRA 5   | GBR 14  | GER 3   | HUN 16  | BEL 3   | ITA 3   | POR 4   | ESP Ret | JPN Ret | AUS 4   |         | 4位       | 43       |
| 1991年 | マクラーレン | MP4/6     | ホンダ RA121E        | G      | USA Ret | BRA 3   | SMR 2   | MON Ret | CAN Ret | MEX Ret | FRA Ret | GBR 2   | GER 4   | HUN 4   | BEL 2   | ITA 4   | POR Ret | ESP Ret | JPN 1   | AUS 3‡  |         | 4位       | 43       |
| 1992年 | マクラーレン | MP4/6B    |                      | G      | RSA 5   | MEX 4   |         |         |         |         |         |         |         |         |         |         |         |         |         |         |         | 5位       | 49       |
| 1992年 | マクラーレン | MP4/7A    | ホンダ RA122E        | G      |         |         | BRA Ret | ESP 4   | SMR Ret | MON Ret | CAN 1   | FRA Ret | GBR 5   | GER Ret | HUN 3   | BEL Ret | ITA 4   | POR 2   | JPN 2   | AUS 1   |         | 5位       | 49       |
| 1993年 | フェラーリ   | F93A      | フェラーリ Tipo041   | G      | RSA 6   | BRA Ret | EUR Ret | SMR Ret | ESP 6   | MON 14  | CAN 4   | FRA 14  | GBR Ret | GER 6   | HUN 3   | BEL 10  | ITA Ret | POR Ret | JPN Ret | AUS 5   |         | 8位       | 12       |
| 1994年 | フェラーリ   | 412T1     | フェラーリ Tipo043   | G      | BRA Ret | PAC 2   | SMR Ret | MON 3   | ESP Ret | CAN 4   |         |         |         |         |         |         |         |         |         |         |         | 3位       | 41       |
| 1994年 | フェラーリ   | 412T1B    | フェラーリ Tipo043   | G      |         |         |         |         |         |         | FRA 3   | GBR Ret | GER 1   | HUN 12  | BEL Ret | ITA 2   | POR Ret | EUR 5   | JPN Ret | AUS 2   |         | 3位       | 41       |
| 1995年 | フェラーリ   | 412T2     | フェラーリ Tipo044   | G      | BRA 3   | ARG 6   | SMR 3   | ESP 3   | MON 3   | CAN 11  | FRA 12  | GBR Ret | GER 3   | HUN 3   | BEL Ret | ITA Ret | POR 4   | EUR Ret | PAC 4   | JPN Ret | AUS Ret | 6位       | 31       |
| 1996年 | ベネトン     | B196      | ルノー RS8/RS8B      | G      | AUS 4   | BRA Ret | ARG Ret | EUR 9   | SMR 3   | MON Ret | ESP Ret | CAN Ret | FRA 4   | GBR 2   | GER 13  | HUN Ret | BEL 6   | ITA Ret | POR 6   | JPN 4   |         | 6位       | 21       |
| 1997年 | ベネトン     | B197      | ルノー RS9           | G      | AUS 4   | BRA 2   | ARG 6   | SMR Ret | MON 9   | ESP 10  | CAN     | FRA     | GBR     | GER 1   | HUN 8   | BEL 6   | ITA 7   | AUT 10  | LUX 4   | JPN 8   | EUR 4   | 5位       | 27       |

- 太字はポールポジション、斜字はファステストラップ。(key)
- † : ATSチームが1台エントリーとしてシーズンに参戦したため、2台目の車両で出走したベルガーにはポイントが与えられなかった。
- ‡ : ハーフポイント。レース周回数が75%未満で終了したため、得点が半分となる。